# 양자역학의 해석
양자역학의 해석(영어: Interpretations of quantum mechanics)은 양자역학의 수학적 이론이 어떻게 현실에 대응하는지 설명하려는 시도다.
양자역학은 인간이 일상에서 체험하는 물질들에 대한 경험으로 형성된 직관으로는 이해되지 않기 때문에 이를 이해시키기 위한 다양한 해석이 등장하였다. 현재 물리학계에서 표준적으로 수용되는 대표적인 해석 방법은 코펜하겐 해석이나, 그 외에도 다음과 같은 해석들이 존재한다.
1. 앙상블 해석(Ensenble Interpretation of Quantum Mechanics)은 코펜하겐 해석과 유사하게 파동함수에 대한 해석을 제공한다. 그러나 코펜하겐 해석과 달리 단일 입자에 대한 것은 아니다.
2. 숨은 변수 이론(Local hidden variable theory)은 파동함수 자체가 불완전한 것으로 간주하며 물리적 대상, 예를 들어 전자는 측정하기 이전에도 여전히 존재하고 있다는 주장이다. 단지 현재로서는 인간이 전자의 측정 이전의 상태를 알 수 있는 능력이 부족하여 알 수 없을 뿐이지 전자 그 자체가 존재하지 않은 것은 아니라는 주장이다.
3. 다세계 해석(Many-World Interpretation, MWI)은 에버렛, 휠러, 그레엄 등이 주장한 가설이다. 다세계 이론에서 파동함수는 실재하는 것으로 간주되며, 파동함수의 붕괴를 인정하지 않는다. 입자는 관측하기 이전에 확률적으로 동시에 여러 곳에 분포하고 있는데 이는 우주의 서로 다른 세계에 존재한다는 것이다. 관측자는 이 중에서 어느 하나의 우주에 존재하는 입자만을 관측할 뿐이다. 다르게 말하면 측정할 때마다 서로 다른 세계로 세계가 갈래친다라고 볼 수 있다.

## 역사
파동 함수와 행렬 역학 같은 양자 이론 용어의 정의는 여러 단계를 거쳐 진행되었다. 예를 들어, 에르빈 슈뢰딩거는 원래 전자의 파동 함수를 공간 전체에 퍼져 있는 전자의 전하 밀도로 보았지만 막스 보른은 파동 함수의 절대 제곱 값을 공간 전체에 분포된 전자의 확률 밀도로 재해석했다. :24–33
닐스 보어와 베르너 하이젠베르크와 같은 양자역학의 몇몇 초기 선구자들의 견해는 종종 "코펜하겐 해석"으로 함께 분류되지만, 물리학자와 물리학 역사가들은 이 용어가 그렇게 지정된 견해 사이의 차이를 모호하게 한다고 주장했다. 코펜하겐 유형의 아이디어는 결코 보편적으로 수용되지 않았으며 인식된 코펜하겐 정통에 대한 도전은 데이비드 봄의 파일럿 파동 해석과 휴 에버렛 3세의 다세계 해석으로 1950년대에 점점 더 주목을 받았다.
물리학자 데이비드 머민은 "매년 새로운 해석이 등장한다. 아무 것도 사라지지 않는다."고 빈정댄적이 있다. Schlosshauer등은 학자들이 어떤 해석을 지지하는지 조사하였는데, 이 여론 조사를 보면 1990년대와 2000년대 주류 관점의 발전에 대한 대략적인 모습을 알 수 있다. 2011년 7월 "양자역학과 실재의 본성(Quantum Physics and the Nature of Reality)" 컨퍼런스에서, 저자는 1997년 8월 "양자 이론의 근본적인 문제" 회의에서 막스 테그마크가 수행한 비슷한 비공식 설문 조사를 참조한다. 저자의 주요 결론은 "코펜하겐 해석이 여전히 최고를 지배하고 있다"는 것이다. 코펜하겐 해석은 설문 조사에서 가장 많은 표(42%)를 얻었다. 특히 테그마크의 여론조사에서, 에버렛 해석은, 정보 기반 해석 및 양자 베이즈주의 해석과 같이 에버렛 해석에서 유래한 것들과 함께 묶는 경우, 득표율 17%를 얻었는데, 이는 우리 여론조사의 득표수(18%)와 비슷하다."
양자 역학의 해석 연구에서 비롯된 일부 개념들은 양자 정보 과학에서 실용적인 역할을 한다.

## 특성
양자 역학에 대한 모든 해석은. 다음 두 특징을 공유한다:
1. 초기 조건의 입력을 통해 예측을 생성하는 일련의 방정식과 원리인 형식주의를 해석한다.
2. 경험적 연구와 비공식적으로 얻은 것, 예를 들어 분명한 세계에 대한 인간의 경험을 포함하는 일련의 관찰인 현상학을 해석한다.

해석에 따라 두 가지 특성이 다르다.
1. 인식론 — 세계 관련 지식에 대한 가능성, 범위 및 수단에 대한 주장
2. 존재론 - 범주 및 엔터티와 같은 사물이 세상에 존재하는 것에 대한 주장

과학 철학에서 지식과 실재의 구분은 "인식론 대 존재론"이라고 한다. 일반 법칙은 결과의 규칙성 (epistemic)인 반면, 인과적 메커니즘은 결과를 규제할 수 있다(ontic). 현상은 존재적 또는 인식적 해석을 받을 수 있다. 예를 들어, 비결정론은 인간의 관찰과 인식의 한계에 기인할 수도 있고(epistemic), 우주에 암호화 된 실제 존재로 설명될 수도 있다(ontic). 예를 들어 일반 법칙이 실제로 결과를 "지배"하고 규칙성의 진술이 인과적 메커니즘의 역할을 한다고 가정한다면 인식론과 존재론을 혼동하는 것은 범주 오류이다.
넓은 의미에서 과학 이론은 과학적 실재론(자연 세계에 대한 대략적인 참된 설명 또는 설명)을 제공하는 것으로 여겨지거나 반실재론으로 인식될 수 있다. 실재론적 입장은 인식론과 존재론을 추구하는 반면, 반실재론은 인식론적이지만 존재론을 추구하지 않는다. 20세기 전반의 반실재론은 과학적 이론에서 관찰할 수 없는 실재의 측면을 배제하려는 논리적 실증주의가 주를 이뤘다.
1950년대 이후로 반실재론은 좀 더 온건하고 일반적으로 도구주의적이며 관찰할 수 없는 측면에 대한 이야기를 허용하지만 궁극적으로 실재론이라는 문제 자체를 버리고 과학 이론을 인간이 예측을 하는 데 도움이 되는 도구로 삼고 형이상학적 세계 이해를 달성하는 데 도움을 주지 않는다. 도구 주의적 견해는 데이비드 머민의 "닥치고 계산하라"라는 유명한 인용문에 의해 전달되며 종종 리차드 파인만의 것으로 오인된다.
개념적 문제를 해결하기 위한 다른 접근 방식은 새로운 수학적 형식주의를 도입하여 해석과 함께 대안 이론을 제안한다. 예를 들어 봄 역학은 슈뢰딩거의 파동 역학, 하이젠베르크의 행렬 역학 및 파인만의 경로 적분 형식의 세 가지 표준 형식과의 경험적 동등성이 입증되었다.

## 해석의 어려움
1. 양자장론의 추상적이고 수학적 특성: 양자 역학의 수학적 구조는 양에 대한 명확한 해석 없이 추상적이다.
2. 명백히 비결정론적이고 비가역적인 과정의 존재: 고전장론에서, 주어진 위치에서 장의 물리적 속성은 쉽게 유도된다. 양자 역학의 수학 공식 대부분에서 측정은 이론에서 특별한 역할을 한다. 측정은 상태의 비가역적이고 비가역적인 진화를 일으킬 수 있는 유일한 과정이기 때문이다.
3. 결과를 결정하는 관찰자의 역할: 코펜하겐 유형의 해석은 파동함수가 계산 도구이며 아마도 관찰자가 수행한 측정 직후에만 현실을 나타낸다는 것을 의미한다. 에버렛 해석은 모든 가능성이 실제일 수 있고 측정 유형 상호 작용 과정이 효과적인 분기 과정을 유발한다는 것을 인정한다.[10]
4. 멀리 떨어진 개체들 사이의 고전적으로 예상치 못한 상관 관계 : EPR 역설에 설명된 대로, 얽힌 양자 계는 국소적 인과 관계의 원칙을 위반하는것처럼 보이는 통계를 따른다.[11]
5. 제안된 설명들의 상보성: 상보성은 고전적인 물리적 개념들의 집합이 양자 계의 모든 속성을 동시에 참조할 수 없다고 주장한다. 예를 들어 파동론적 설명 A와 입자론적 설명 B는 각각 양자 계 S를 설명할 수 있지만 동시에 설명할 수는 없다. 이는 S의 물리적 특성 구성이 명제 접속사를 사용할 때 고전 명제 논리의 규칙을 따르지 않는다는 것을 의미한다("양자 논리" 참조). 맥락성과 마찬가지로 양자 객체를 설명하는 "상보성의 기원은 연산자의 비가환성에 있다"(Omnès 1999).
6. 계의 크기가 증가함에 따라 인간의 현재 계산 능력을 훨씬 능가하는 복잡성이 빠르게 증가한다. 양자 계의 상태 공간은 하위 계의 수가 기하급수적이기 때문에 고전적인 근사치를 도출하기가 어렵다.
7. 국소적 계의 컨텍스트 동작: 양자 컨텍스트는 계의 속성이 측정 방식과 관계없이 명확한 값을 보유하는 고전적 직관이 국소적 계에 대해서도 실패함을 보여준다. 또한 라이프니츠의 식별할 수 없는 항목의 동일성 원리와 같은 물리적 원리는 양자 영역에서 더 이상 적용되지 않으며, 이는 양자 세계에 대한 대부분의 고전적 직관이 정확하지 않을 수 있음을 나타낸다.

## 영향력 있는 해석들

### 코펜하겐 해석
코펜하겐 해석은 주로 닐스 보어와 베르너 하이젠베르크에 기인한 양자 역학의 의미에 대한 관점들의 모음이다. 1925-1927년 양자역학의 발전으로 거슬러 올라가는 양자역학에 대한 가장 오래된 태도 중 하나이며 현재까지 가장 일반적으로 대학에서 가르쳐지는 해석 중 하나로 남아 있다. 코펜하겐 해석이 무엇인지에 대한 결정적인 역사적 진술은 없으며, 특히 보어와 하이젠베르크의 주장 사이에는 근본적인 불일치가 있었다. 예를 들어, 하이젠베르크는 관찰자(또는 실험 장치)와 관찰되는 계 사이의 날카로운 "구별"을 강조했다.:133 반면 보어는 "관찰" 또는 "측정"의 고전적 행동을 부여하는 "돌이킬 수 없는" 또는 효과적으로 비가역적인 과정에 의존하는 주관적 관찰자 또는 측정 또는 붕괴와 독립적인 해석을 제공했다.
코펜하겐 유형의 해석에 공통적인 특징에는 양자역학이 보른 규칙을 사용하여 확률을 계산하는 본질적으로 비결정론적이라는 생각과 물체가 동시에 모두 관찰하거나 측정할 수 없는 상보적인 속성의 특정 쌍을 가지고 있다는 상보성의 원리가 포함된다. 더욱이, 대상을 "관찰"하거나 "측정"하는 행위는 되돌릴 수 없으며, 측정 결과에 따르지 않고는 대상에 어떤 진실도 귀속시킬 수 없다. 코펜하겐 유형의 해석은 양자 설명이 물리학자의 정신적 자의성과 무관하다는 점에서 객관적이라고 주장한다. :85–90막스 보른으로 인한 파동함수의 통계적 해석은 슈뢰딩거의 원래 의도와 확연히 다른데, 슈뢰딩거는 지속적인 시간 진화 이론을 갖고 파동함수가 물리적 현실을 직접적으로 기술한다는 점을 주장했다. :24–33

### 다세계 해석
다세계 해석은 전 우주적 파동함수가 항상 동일한 결정론적이고 가역적인 법칙을 따르는 양자역학의 해석이다. 특히 측정과 관련된 파동함수 붕괴(불확정적이고 돌이킬 수 없는)가 없다. 측정과 관련된 현상은 상태가 환경과 상호 작용할 때 발생하는 결맞음으로 설명된다고 주장한다. 보다 정확하게는 관찰자를 설명하는 파동함수의 부분이 그들의 실험을 설명하는 파동함수의 부분과 점점 더 얽히게된다. 실험의 모든 가능한 결과는 파동함수의 지원에 계속 속하지만, 관찰자와 상관 관계가 되는 시간은 우주를 서로 관찰할 수 없는 대체 역사로 효과적으로 "분할"한다.

### 양자 정보 이론
양자 정보적 접근은 점점 더 많은 학자들의 지지를 받고 있다. 이 관점은 크게 두 종류로 나뉜다.
- 휠러의 " it from bit "와 같은 정보 온톨로지. 이러한 접근 방식은 비물질주의의 부활로 설명되었다.[24]
- 양자 역학이 세계 자체가 아니라 세계에 대한 관찰자의 지식을 설명한다고 말하는 해석. 이 접근 방식은 보어의 생각과 어느 정도 유사하다.[25] 붕괴(축소라고도 함)는 종종 객관적인 사건이 아니라 관찰자가 측정에서 정보를 얻는 것으로 해석된다. 이러한 접근 방식은 도구주의와 유사한 것으로 평가되었다. 제임스 하틀은 다음과 같이 썼다:

상태는 개별 계의 객관적인 속성이 아니라 계 준비 방법에 대한 지식에서 얻은 정보로, 향후 측정에 대한 예측에 사용할 수 있다. . . . 개별 물리적 계에 대한 관찰자의 정보 요약인 양자 역학 상태는 동적 법칙에 의해 그리고 관찰자가 측정 과정을 통해 계에 대한 새로운 정보를 얻을 때마다 변경된다. 상태 벡터의 진화에 대한 두 가지 법칙의 존재는...상태 벡터가 계의 객관적인 속성이라고 믿어지는 경우에만 문제가 된다. . . "파동 묶음의 감소"는 관찰자의 의식에서 일어나는데, 그곳에서 일어나는 독특한 물리적 과정 때문이 아니라 상태가 물리적 계의 객관적 속성이 아니라 관찰자의 구성물이기 때문이다.

### 관계 양자 역학
특수 상대성 이론이 기준계에 대해 불변인 시공간 개념을 기준계에 따라 변하는 시공간 개념으로 바꾸었듯이, 관계 양자 역학의 기본 아이디어는 서로 다른 관찰자가 동일한 일련의 사건에 대해 서로 다른 양자역학적 설명을 할 수 있다는 것이다. 예를 들어, 어떤 계가, 한 관찰자에게는 "축소된" 하나의 고유 상태에 있는 반면, 동시에 다른 관찰자에게는 둘 이상의 상태가 중첩되어 있을 수 있다. 결과적으로 양자역학이 완전한 이론이 되려면 관계형 양자역학은 "상태"라는 개념이 관찰된 계 자체를 설명하는 것이 아니라 계와 관찰자 사이의 관계 또는 상관 관계를 설명한다고 주장한다. 기존 양자 역학의 상태 벡터는 관찰된 계와 관련하여 관찰자의 일부 자유도의 상관 관계에 대한 설명이 된다. 그러나 이것이 의식적이든 거시적이든 관계없이 모든 물리적 객체에 적용된다는 것이 관계 양자 역학에 의해 유지된다. 모든 "측정 사건"은 단순히 일반적인 물리적 상호 작용, 위에서 논의한 일종의 상관 관계 설정으로 간주된다. 따라서 이론의 물리적 내용은 대상 자체가 아니라 대상 사이의 관계와 관련이 있다.

### 큐비즘
QBism은 원래 "quantum Bayesianism"의 약자로서 에이전트의 행동과 경험을 이론의 중심 관심사로 삼는 양자 역학의 해석이다. 이 해석은 양자 역학 보른 규칙을 좋은 의사 결정에 대한 규범적 추가 사항으로 이해하기 위해 확률에 대한 주관적인 베이지안 설명을 사용한다는 점에서 구별된다. QBism은 양자 정보 및 베이지안 확률 분야에서 끌어오고 양자 이론을 둘러싼 해석상의 난제를 제거하는 것을 목표로 한다.
큐비즘은 파동 함수 중첩, 양자 측정 및 얽힘의 본질에 대한 양자 이론의 해석에서 일반적인 질문을 다룬다. QBism에 따르면 양자 형식주의의 많은 측면은 본질적으로 주관적이다. 예를 들어, 이 해석에서 양자 상태는 현실의 요소가 아니라 에이전트가 가능한 측정 결과에 대해 갖는 믿음의 정도를 나타낸다. 이러한 이유로 일부 과학 철학자들은 큐비즘을 반실재론의 한 형태로 간주했다. 해석의 창시자들은 이러한 특성화에 동의하지 않고 대신 이론이 그들이 "참여적 실재론"이라고 부르는 일종의 실재론과 더 적절하게 일치한다고 제안한다.

### 일관된 역사 해석
일관된 역사 해석은 기존의 코펜하겐 해석을 일반화하고 양자 우주론의 자연스러운 해석을 제공하려는 시도이다. 이 이론은 각 역사에 대한 확률이 고전적 확률의 추가 규칙을 따르도록 계의 역사를 설명할 수 있는 일관성 기준을 기반으로 한다. 슈뢰딩거 방정식 과 일치한다고 주장된다.
이 해석에 따르면, 양자 역학 이론의 목적은 다양한 대체 역사(예: 입자)의 상대적 확률을 예측하는 것이다.

### 앙상블 해석
통계적 해석이라고도 하는 앙상블 해석은 최소주의적 해석으로 볼 수 있다. 즉, 표준 수학과 관련된 가장 적은 가정을 한다고 주장한다. 보른의 통계적 해석을 최대한 활용한다. 해석은 파동 함수가 개별 계에 적용되지 않는다고 명시한다. – 예를 들어 단일 입자 – 그러나 유사하게 준비된 계 또는 입자의 앙상블(대다수)에만 적용되는 추상적 통계량이다. 아인슈타인은 다음과 같이 말했다:
양자-이론적 설명을 개별 계의 완전한 설명으로 이해하려는 시도는 부자연스러운 이론적 해석으로 이어지는데, 이는 설명이 개별 계가 아닌 계의 앙상블을 참조한다는 해석을 받아들인다면 즉시 불필요해진다.— Einstein in Albert Einstein: Philosopher-Scientist, ed. P.A. Schilpp (Harper & Row, New York)

현재 앙상블 해석의 가장 저명한 옹호자는 사이먼 프레이저 대학의 교수이자 교과서 "양자 역학, 현대적 발전"의 저자인 발렌타인이다.

### 드브로이-봄 이론
양자 역학의 드 브로이-봄 이론(파일럿 파동 이론이라고도 함)은 루이 드 브로이가 제안하고 나중에 데이비드 봄이 측정을 포함해 확장했다. 항상 위치가 있는 입자는 파동 함수에 의해 안내된다. 파동 함수는 슈뢰딩거 파동 방정식에 따라 진화하며, 파동 함수는 절대 붕괴되지 않는다. 이 이론은 단일 시공간을 상정하며 비국소적이며 결정론적이다. 입자의 위치와 속도를 동시에 결정하는 것은 일반적인 불확정성 원리 제약 조건의 적용을 받다. 이 이론은 숨겨진 변수 이론으로 간주되며 비국소성을 수용하여 벨 부등식을 충족한다. 입자가 항상 명확한 위치를 가지므로 측정 문제가 해결된다. 붕괴는 현상학적으로 설명된다.

### 양자 다윈주의
양자 다윈주의는 양자 계와 상호 작용하는 환경에 의해 유도된 다윈 자연 선택 과정으로 인해 양자 세계에서 고전 세계의 출현을 설명하기 위한 이론이다. 많은 가능한 양자 상태가 안정적인 포인터 상태를 위해 선택된다. 2003년 보이치에흐 주렉과 올리버, 파울린, 파즈 및 Blume-Kohout을 포함한 공동 연구 단체가 제안했다. 이 이론의 발전은 포인터 상태, 비선택 및 비간섭성을 포함하여 25년 동안 추구한 주렉의 연구 주제의 통합으로 인한 것이다.

### 트랜젝션 해석
존 크레이머가 주장한 양자 역학 트랜잭션 해석 (TIQM)은 휠러-파인만 흡수체 이론에서 영감을 받은 양자 역학의 해석이다. 파동 함수의 붕괴는 소스에서 수신기로의 가능한 파동(파동 함수)과 수신기에서 소스로의 가능한 파동(파동 함수의 복소 켤레) 사이의 시간 대칭 트랜잭션의 결과로 설명된다. 양자역학에 대한 이러한 해석은 파동 함수를 실제 실체로 볼 뿐만 아니라 관찰 가능한 것에 대한 기대값을 계산하기 위한 보른 규칙에서 나타나는 파동 함수의 복소 켤레도 실제로 본다는 점에서 독특하다.

### 객관적 붕괴 이론
객관적 붕괴 이론은 파동 함수와 붕괴 과정을 존재론적으로 객관적으로 간주한다는 점에서 코펜하겐 해석과 다르다(관찰자와 독립적으로 존재하고 발생한다는 의미). 객관적 붕괴 이론에서 붕괴는 무작위로("자발적 국소화") 또는 특정 물리적 임계값에 도달했을 때 관찰자가 특별한 역할을 하지 않는 상태에서 발생한다. 따라서 객관적 붕괴 이론은 현실적이고 비결정론적이며 숨겨진 변수가 없는 이론이다. 표준 양자 역학은 붕괴 메커니즘을 지정하지 않는다. 객관적인 붕괴가 맞다면 QM을 확장해야 한다. QM의 확장에 대한 요구 사항은 객관적인 붕괴가 해석보다 이론에 가깝다는 것을 의미한다. 예를 들면 다음과 같다.
- 기라디-리미니-베버 이론[37]
- 지속적인 자발적 현지화 모델
- 펜로즈 해석

### 폰 노이만-위그너 해석
존 폰 노이만은 자신의 논문 양자역학의 수학적 기초에서 측정 문제를 깊이 분석했다. 그는 전체 물리적 우주가 슈뢰딩거 방정식(보편 파동 함수)의 적용을 받을 수 있다고 결론지었다. 그는 또한 측정이 어떻게 파동 함수의 붕괴를 일으킬 수 있는지 설명했다. 이 관점은 위그너에 의해 두드러지게 확장되었는데, 그는 인간 실험자의 의식이 붕괴에 결정적이라고 주장했지만 나중에 이 해석을 포기했다.

### 양자 논리
양자 논리는 양자 측정에 관한 명백한 이상 현상, 특히 보완 변수의 측정 작업 구성과 관련된 이상 현상을 이해하는 데 적합한 일종의 명제 논리로 간주될 수 있다. 이 연구 분야와 그 이름은 양자 역학의 측정 및 관찰과 관련된 사실과 고전 부울 논리의 명백한 불일치 중 일부를 조정하려고 시도한 두 수학자 개릿 버코프와 존 폰 노이만의 1936년 논문에서 유래되었다.

### 양자 이론의 모달 해석
양자 역학의 모달 해석은 1972년 바스 반 프라센이 그의 논문 "A formal approach to the Philosophy of science"에서 처음 고안했다. 반 프라센은 계에 대해 참일 수 있는 것을 설명하고 슈뢰딩거 방정식에 따라 항상 진화하는 동적 상태와 주어진 시간에 계에 대해 실제로 참인 것을 나타내는 값 상태 사이의 구별을 도입했다. 이제 "모달 해석"이라는 용어는 이 접근 방식에서 파생된 더 큰 모델 세트를 설명하는 데 사용된다. 스탠퍼드 철학 백과사전은 코션, 딕스, 클리프톤, 딕슨 및 버브의 제안을 포함하여 여러 버전을 설명한다. 미셸 비트볼에 따르면 양자역학을 해석하는 방법에 대한 슈뢰딩거의 견해는 4단계까지 진행되어 에버렛과 반 프라센의 해석과 유사한 점에서 붕괴되지 않는 견해로 끝난다. 슈뢰딩거는 "물질"과 "정신"이 동일한 공통 요소의 다른 측면 또는 배열일 뿐이라는 일종의 포스트 마흐 중립적 일원론에 동의했기 때문에 파동함수를 존재자로 취급하고 그것을 인식론적으로 취급하는 것은 상호 교환이 가능해졌다.

### 시간 대칭 이론
양자 역학의 시간 대칭 해석은 1921년 월터 쇼트키가 처음 제안했다 양자 역학의 방정식을 시간 역전과 관련하여 대칭으로 수정하는 몇 가지 이론이 제안 되었다. (휠러-파인만 시간 대칭 이론 참조.) 이것은 역인과관계를 생성한다. 과거의 사건이 미래의 사건에 영향을 미칠 수 있듯이 미래의 사건이 과거의 사건에 영향을 미칠 수 있다. 이러한 이론에서 단일 측정은 계의 상태를 완전히 결정할 수 없지만(숨겨진 변수 이론의 한 유형이 됨) 서로 다른 시간에 수행된 두 번의 측정을 통해 계의 정확한 상태를 모든 중간에서 계산할 수 있다. 타임스. 따라서 파동함수의 붕괴는 계에 대한 물리적 변화가 아니라 두 번째 측정으로 인한 지식의 변화일 뿐이다. 유사하게, 그들은 얽힘을 진정한 물리적 상태가 아니라 역인과성을 무시함으로써 만들어지는 환상이라고 설명한다. 두 입자가 "얽히게 되는" 것처럼 보이는 지점은 단순히 각 입자가 미래에 다른 입자에 발생하는 사건의 영향을 받는 지점이다.
시간 대칭 인과 관계의 모든 옹호자가 표준 양자 역학의 단일 역학을 수정하는 것을 선호하는 것은 아니다. 따라서 2-상태 벡터 형식주의의 주요 옹호자인 레프 베이드만은 2-상태 벡터 형식주의가 휴 에버렛 3세의 다세계 해석과 잘 들어맞는다고 말한다.
위에서 논의한 주류 해석들 뿐만 아니라 어떤 이유로든 중요한 과학적 영향을 미치지 않은 다른 많은 해석이 제안되었다. 이러한 것들은 주류 물리학자들의 제안에서부터 양자 신비주의에 대한 보다 오컬트적인 아이디어에 이르기까지 다양하다.

## 비교
가장 일반적인 해석은 아래 표에 요약되어 있다. 표의 각 칸에 나타난 것은 논란의 여지가 없는 것은 아니며, 관련된 개념들 중 일부의 정확한 의미는 불명확하며, 사실 그 자체가 주어진 해석을 둘러싼 논란의 중심에 있다.
이러한 해석을 구별하는 실험적인 증거는 존재하지 않는다.
이러한 해석의 대부분은 나름대로의 변형들을 가지고 있다.
| 해석                             | 출판 연도  | 저자                                          | 결정론적인가? | 파동 함수는 실재하는가? | 고유의 역사? | 숨은 변수 이론인가? | 파동 함수는 붕괴하는가? | 관찰자의 역할은? | 국소적인가? | 조건법적 명확성? | 우주적 파동함수는 존재하는가? |
| -------------------------------- | ---------- | --------------------------------------------- | ------------- | ----------------------- | ------------ | ------------------- | ----------------------- | ---------------- | ----------- | ---------------- | ----------------------------- |
| 앙상블 해석                      | 1926       | 막스 보른                                     | 불가지론      | 아니요                  | 예           | 불가지론            | 아니요                  | 아니요           | 아니요      | 아니요           | 아니요                        |
| 코펜하겐 해석                    | 1927       | 닐스 보어, 베르너 하이젠베르크                | 아니요        | 아니요1                 | 예           | 아니요              | 예2                     | 예               | 아니요      | 아니요           | 아니요                        |
| 드 브로이-봄 이론                | 1927- 1952 | 루이 드 브로이, 데이비드 봄                   | 예            | 예3                     | 예4          | 예                  | 현상학적                | 아니요           | 아니요15    | 예               | 예                            |
| 양자 논리                        | 1936       | 개릿 버코프                                   | 불가지론      | 불가지론                | 예5          | 아니요              | 아니요                  | 해석적6          | 불가지론    | 아니요           | 아니요                        |
| 시간-대칭성 이론                 | 1955       | 와타나베 사토시                               | 예            | 아니요                  | 예           | 예                  | 아니요                  | 아니요           | 예          | 아니요           | 예                            |
| 다세계 해석                      | 1957       | 휴 에버렛                                     | 예            | 예                      | 아니요       | 아니요              | 아니요                  | 아니요           | 예          | 잘못 제기됨      | 예                            |
| 의식이 파동함수의 붕괴를 일으킴. | 1961- 1993 | 유진 위그너, 헨리 스탭                        | 아니요        | 예                      | 예           | 아니요              | 예                      | 예               | 아니요      | 아니요           | 예                            |
| 확률적 해석                      | 1966       | 에드워드 넬슨                                 | 아니요        | 아니요                  | 예           | 예14                | 아니요                  | 아니요           | 아니요      | 예14             | 아니요                        |
| 여러 마음 해석                   | 1970       | 디터 체                                       | 예            | 예                      | 아니요       | 아니요              | 아니요                  | 해석적7          | 예          | 잘못 제기됨      | 예                            |
| 정합적 역사                      | 1984       | 로버트 그리피스                               | 아니요        | 아니요                  | 아니요       | 아니요              | 아니요                  | 아니요           | 예          | 아니요           | 예                            |
| 거래적 해석                      | 1986       | 존 크라머                                     | 예            | 예                      | 예           | 아니요              | 예8                     | 아니요           | 아니요12    | 예               | 아니요                        |
| 객관적 붕괴 이론                 | 1986- 1989 | Ghirardi–Rimini–Weber, Penrose interpretation | 아니요        | 예                      | 예           | 아니요              | 예                      | 아니요           | 아니요      | 아니요           | 아니요                        |
| 관계적 양자역학                  | 1994       | 카를로 로벨리                                 | 불가지론      | 아니요                  | 불가지론9    | 아니요              | 예10                    | 내재적11         | 예          | 아니요           | 아니요                        |
| 양자 베이즈주의                  | 2010       | 크리스토퍼 푹스, 뤼디거 샤크                  | 아니요        | 아니요16                | 불가지론17   | 아니요              | 예18                    | 내재적19         | 예          | 아니요           | 아니요                        |

- 1  보어에 따르면, 실험 관찰 조건과는 무관한 물리적 상태의 개념은 잘 정의된 의미를 가지고 있지 않다. 하이젠베르크에 따르면, 파동함수는 확률을 나타내지만, 공간과 시간에 있어서 객관적인 실재 그 자체는 아니다.
- 2  코펜하겐 해석에 따르면 측정이 이루어지면 파동 기능이 붕괴된다.
- 3  입자와 길잡이 파동은 실재한다.
- 4  고유 입자 역사, 그러나 복수의 파동 역사.
- 5  그러나 양자논리는 정합적 역사 이론보다 적용가능성이 더 제한되어 있다.
- 6  양자역학은 관측을 예측하는 방법, 즉 측정 이론으로 간주된다.
- 7  관찰자는 보편적인 파동기능을 직교적인 경험의 집합으로 구분한다.
- 8  TI에서 주 벡터의 붕괴는 거래를 완료한 것으로 해석된다.
- 9 이 해석에서 시스템 간의 역사를 비교하는 것은 잘 정의된 의미가 없다.
- 10 모든 물리적 상호작용이 단순히 거시적으로나 의식적인 관찰자가 아닌 관련 시스템과 관련된 붕괴사건으로 취급된다.
- 11 } 시스템의 상태는 관찰자에 의존한다. 즉, 상태는 관찰자의 기준 프레임에 한정된다.
- 12  거래적 해석은 명백하게 비현지적이다.
- 13  내성 주기의 가정은 인과관계적으로 주기가 다르기 때문에 상대성과 일치하는 비국소성의 요소다.
- 14  확률론적 해석으로는 입자의 속도를 규정할 수 없다. 즉, 경로가 매끄럽지 않다. 더구나 어느 순간에라도 입자의 움직임을 알기 위해서는 마르코프 과정이 무엇인지 알아야 한다. 그러나 일단 우리가 정확한 초기 조건과 마르코프 과정을 알게 되면 그 이론은 사실 양자역학에 대한 실재론적 해석이다.
- 15  이론에 의해 요구되는 일종의 비국소성은, 벨 부등식을 위반하기에 충분하며, EPR에서 가정된 것보다 약하다. 특히 이러한 종류의 비국소성은 신호 정리가 없고 로렌츠 불변성과 양립할 수 있다.
- 16 파동함수는 단지 미래의 경험에 대한 기대를 나타낼 뿐이다. 베이즈 확률론에 있는 확률 분포보다 더 실재가 아니다..
- 17  양자이론은 기대를 관리하는데 도움이 되는 도구다.
- 18 QBism은 이 용어를 회피할 것이다. 대리인이 경험을 한 결과로 시스템에 설명하는 파동 기능의 변화는 그들이 가질 수 있는 더 많은 경험에 대한 신념의 변화를 나타낸다.
- 19  관찰자, 또는 그 이상의 적절한 참여자는 상호작용하는 시스템만큼이나 형식에 필수적이다.

## 같이 보기
- Afshar experiment
- 보어-아인슈타인 논쟁
- Einstein's thought experiments
- 국소적 숨은 변수 이론
- Macroscopic quantum phenomena
- 양자역학의 경로 적분 형식화
- Philosophical interpretation of classical physics
- Popper's experiment
- Superdeterminism
- Quantum foundations
- 양자 중력

## 더 읽어보기
아래의 거의 모든 저자는 전문 물리학자이다.
- David Z Albert, 1992. Quantum Mechanics and Experience. Harvard Univ. Press. ISBN 0-674-74112-9ISBN 0-674-74112-9.
- John S. Bell, 1987. Speakable and Unspeakable in Quantum Mechanics. Cambridge Univ. Press, ISBN 0-521-36869-3. The 2004 edition (ISBN 0-521-52338-9) includes two additional papers and an introduction by Alain Aspect.
- Dmitrii Ivanovich Blokhintsev, 1968. The Philosophy of Quantum Mechanics. D. Reidel Publishing Company. ISBN 90-277-0105-9ISBN 90-277-0105-9.
- David Bohm, 1980. Wholeness and the Implicate Order. London: Routledge. ISBN 0-7100-0971-2ISBN 0-7100-0971-2.
- Adan Cabello (2004년 11월 15일). “Bibliographic guide to the foundations of quantum mechanics and quantum information”. arXiv:quant-ph/0012089.
- David Deutsch, 1997. The Fabric of Reality. London: Allen Lane. ISBN 0-14-027541-XISBN 0-14-027541-X; ISBN 0-7139-9061-9. Argues forcefully against instrumentalism. For general readers.
- F. J. Duarte (2014). 《Quantum Optics for Engineers》. New York: CRC. ISBN 978-1439888537. Provides a pragmatic perspective on interpretations.  For general readers.
- Bernard d'Espagnat, 1976. Conceptual Foundation of Quantum Mechanics, 2nd ed. Addison Wesley. ISBN 0-8133-4087-XISBN 0-8133-4087-X.
- Bernard d'Espagnat, 1983. In Search of Reality. Springer. ISBN 0-387-11399-1ISBN 0-387-11399-1.
- Bernard d'Espagnat, 2003. Veiled Reality: An Analysis of Quantum Mechanical Concepts. Westview Press.
- Bernard d'Espagnat, 2006. On Physics and Philosophy. Princeton Univ. Press.
- Arthur Fine, 1986. The Shaky Game: Einstein Realism and the Quantum Theory. Science and its Conceptual Foundations. Univ. of Chicago Press. ISBN 0-226-24948-4ISBN 0-226-24948-4.
- Ghirardi, Giancarlo, 2004. Sneaking a Look at God's Cards. Princeton Univ. Press.
- Gregg Jaeger (2009) Entanglement, Information, and the Interpretation of Quantum Mechanics. Springer. ISBN 978-3-540-92127-1ISBN 978-3-540-92127-1.
- N. David Mermin (1990) Boojums all the way through. Cambridge Univ. Press. ISBN 0-521-38880-5ISBN 0-521-38880-5.
- Roland Omnès, 1994. The Interpretation of Quantum Mechanics. Princeton Univ. Press. ISBN 0-691-03669-1ISBN 0-691-03669-1.
- Roland Omnès, 1999. Understanding Quantum Mechanics. Princeton Univ. Press.
- Roland Omnès, 1999. Quantum Philosophy: Understanding and Interpreting Contemporary Science. Princeton Univ. Press.
- Roger Penrose, 1989. The Emperor's New Mind. Oxford Univ. Press. ISBN 0-19-851973-7ISBN 0-19-851973-7. Especially chpt. 6.
- Roger Penrose, 1994. Shadows of the Mind. Oxford Univ. Press. ISBN 0-19-853978-9ISBN 0-19-853978-9.
- Roger Penrose, 2004. The Road to Reality. New York: Alfred A. Knopf. Argues that quantum theory is incomplete.
- Lee Phillips, 2017. A brief history of quantum alternatives. Ars Technica.
- Styer, Daniel F.; Balkin, Miranda S.; Becker, Kathryn M.; Burns, Matthew R.; Dudley, Christopher E.; Forth, Scott T.; Gaumer, Jeremy S.; Kramer, Mark A.;  외. (March 2002). “Nine formulations of quantum mechanics” (PDF). 《American Journal of Physics》 70 (3): 288–297. Bibcode:2002AmJPh..70..288S. doi:10.1119/1.1445404.